# Aldrov
Aldrov (776 m n. m.) je kopec, náležící z geomorfologického hlediska do Krkonošského podhůří. Leží nad hlubokým údolím říčky Jizerky mezi Vítkovicemi a Roudnicí (částí obce Jestřabí v Krkonoších). Aldrov leží na samé hranici geomorfologických celků Krkonoše a Krkonošské podhůří. Pod vrcholem se nachází vysílač. 

## Název
Český název Aldrov vyšel z německého označení Altersberg („Stará hora“), které souvisí s těžbou rud (viz zastaralý význam slova hora = důl, doly).

## Lyžařský areál
Na úbočí Aldrova se nachází stejnojmenný skiareál se sedačkovou lanovkou Prezidentský expres, jejíhož uvedení do provozu v prosinci 2004 se zúčastnil tehdejší prezident ČR Václav Klaus.